# Tosin Dosunmu
Tosin Dosunmu (Lagos, 15 de julho de 1980) é um futebolista nigeriano que atualmente joga pelo Germinal Beerschot.